# Barn
Barn (b) – jednostka przekroju czynnego. Wyraża się nią również elektryczny moment kwadrupolowy jądra. Stosowana w fizyce jądrowej i fizyce cząstek elementarnych. 1 barn to w przybliżeniu pole powierzchni przekroju jądra atomu uranu.
1 b = 100 fm2 = 10–28 m2
W międzynarodowym układzie jednostek miar SI barn jest jednostką pozaukładową, dopuszczoną do stosowania w fizyce jądrowej.
Często stosowane jednostki pochodne:
- milibarn (mb): 1 mb = 10–3 b = 10–31 m2,
- mikrobarn (µb): 1 μb = 10–6 b = 10–34 m2,
- pikobarn (pb): 1 pb = 10–12 b = 10–40 m2.

Nazwa jednostki została ukuta przez amerykańskich fizyków pracujących w projekcie Manhattan. Z tego powodu znaczenie słowa barn jako nazwy jednostki było do roku 1948 traktowane przez rząd Stanów Zjednoczonych jako informacja tajna. Nazwa pochodzi od angielskiego idiomu "as big as a barn" (wielki jak stodoła). Jądro atomu uranu jest istotnie największym występującym naturalnie jądrem atomowym.